# Psalmen Davids
Psalmen Davids (Psaumes de David) est un recueil de 26 œuvres de musique sacrée, sur des traductions en allemand tirées le plus souvent du livre des Psaumes, pour chœurs et instruments, composé par Heinrich Schütz en 1619.

## Étymologie
Le titre intégral de cet opus 2 est Psalmen Davids / sampt / Etlichen Moteten und Concerten / mit acht und mehr Stimmen / Nebenst andern zweyen Capellen daß dero etliche / auff drey und vier Chor nach beliebung gebraucht / werden können. Il s'agit donc d'un recueil de motets et de concertos — cette dernière forme désignant, au début de l'ère baroque, une composition où s'allient voix et instruments. Chaque motet ou concerto exprime un psaume chanté en allemand, quelques-uns sur des traductions rédigées par Martin Luther. Chaque psaume nécessite au moins 8 voix et deux groupes d'instruments, et certains exigent jusqu'à 4 chœurs, ce qui permet l'élaboration d'une polyphonie particulièrement complexe.
Publié à Dresde en 1619 comme opus 2, les 26 Psalmen Davids occupent aujourd'hui les numéros 22 à 47 du catalogue des œuvres de Schütz, le Schütz-Werke-Verzeichnis (SWV).

## Historique
En 1619, à Dresde, Schütz est Hofkapellmeister à la cour de l'électeur Jean-Georges Ier de Saxe auquel les Psalmen Davids sont dédicacés à l'occasion du mariage du prince, le 1er juin, avec Magdalena Wildeck, fille d'un influent courtisan.
Dans l'introduction de la partition, le compositeur précise qu'il s'agit de psaumes en allemand composés à la manière italienne de son célèbre maître Giovanni Gabrieli. Schütz a en effet étudié en Italie le style polychoral vénitien auprès de Gabrieli. Mais, en dépit de l'hommage qu'il rend à son maître, le jeune compositeur allemand ne se contente pas ici de l'imiter. Il trouve dans les Psalmen Davids une expression originale, soucieusement de valoriser la langue germanique, et permet ainsi l'établissement des bases de la musique allemande.

## Liste des psaumes
| No. | SWV    | Psaume no. | Titre                                     | Français                                             |
| --- | ------ | ---------- | ----------------------------------------- | ---------------------------------------------------- |
| 1   | SWV 22 | 110        | Der Herr sprach zu meinem Herren          | Parole de l'Éternel à mon Seigneur                   |
| 2   | SWV 23 | 2          | Warum toben die Heiden                    | Pourquoi ce tumulte parmi les nations                |
| 3   | SWV 24 | 6          | Ach, Herr, straf mich nicht               | Éternel ! Ne me punis pas dans ta colère             |
| 4   | SWV 25 | 130        | Aus der Tiefe ruf Ich, Herr, zu Dir       | Du fond de l'abîme, je t'évoque, ô Éternel           |
| 5   | SWV 26 | 122        | Ich freu mich des Herrn                   | Je suis dans la joie quand on me dit                 |
| 6   | SWV 27 | 8          | Herr, unser Herrscher                     | Éternel, notre Seigneur                              |
| 7   | SWV 28 | 1          | Wohl dem, der nicht wandelt               | Heureux l'homme qui ne marche pas                    |
| 8   | SWV 29 | 84         | Wie lieblich sind deine Wohnungen         | Que tes demeures sont aimables                       |
| 9   | SWV 30 | 128        | Wohl dem, der den Herren fürchtet         | Heureux tout homme qui craint l'Éternel              |
| 10  | SWV 31 | 121        | Ich hebe meine Augen auf                  | Je lève mes yeux vers les montagnes                  |
| 11  | SWV 32 | 136        | Danket dem Herren, denn er ist freundlich | Loué le Seigneur, car il est bon                     |
| 12  | SWV 33 | 23         | Der Herr ist mein Hirt                    | Le Seigneur est mon berger                           |
| 13  | SWV 34 | 111        | Ich danke dem Herrn von Ganzem Herzen     | Je louerai le Seigneur de tout mon cœur              |
| 14  | SWV 35 | 98         | Singet dem Herrn ein neues Lied           | Chantez au Seigneur un cantique nouveau              |
| 15  | SWV 36 | 100        | Jauchzet dem Herren, alle Welt            | Poussez vers le Seigneur des cris de joie, vous tous |
| 16  | SWV 37 | 137        | An den Wassern zu Babel                   | Sur les rives des fleuves de Babylone                |
| 17  | SWV 38 | 150        | Alleluja! Lobet den Herren                | Alléluia ! Louez l'Éternel !                         |
| 18  | SWV 39 | 103        | Lobe den Herren, meine Seele              | Mon âme, bénis le Seigneur                           |
| 19  | SWV 40 |            | Ist nicht Ephraim mein teurer Sohn        | Éphraïm est-il mon fils chéri                        |
| 20  | SWV 41 |            | Nun lob, mein Seel, den Herren            | Maintenant, mon âme, bénis l'Éternel                 |
| 21  | SWV 42 | 126        | Die mit Tränen säen                       | Ceux qui sèment avec larmes                          |
| 22  | SWV 43 | 115        | Nicht uns, Herr                           | Pas à nous, Seigneur                                 |
| 23  | SWV 44 | 128        | Wohl dem, der den Herren fürchtet         | Heureux tout homme qui craint le Seigneur            |
| 24  | SWV 45 | 136        | Danket dem Herren, denn er ist freundlich | Louez l'Éternel, car il est bon                      |
| 25  | SWV 46 |            | Zion spricht, der Herr hat mich verlassen | Zion disait : Le Seigneur m'abandonne                |
| 26  | SWV 47 | 100        | Jauchzet dem Herren, alle Welt            | Poussez vers l'Éternel des cris de joie, vous tous   |

## Enregistrements
- Psalmen Davids, Kammerchor Stuttgart, Musica Fiata Köln, dir. Frieder Bernius, Sony Vivarte (1992) - Diapason d'or
- Psalmen Davids, Cantus Cölln, Concerto Palatino, dir. Konrad Junghänel, Harmonia Mundi (1998) - Diapason d'or
- Psalmen Davids, Dresdner Kammerchor, Dresdner Barockorchester, dir. Hans-Christoph Rademann (2013)